# Nord-Süd-Route

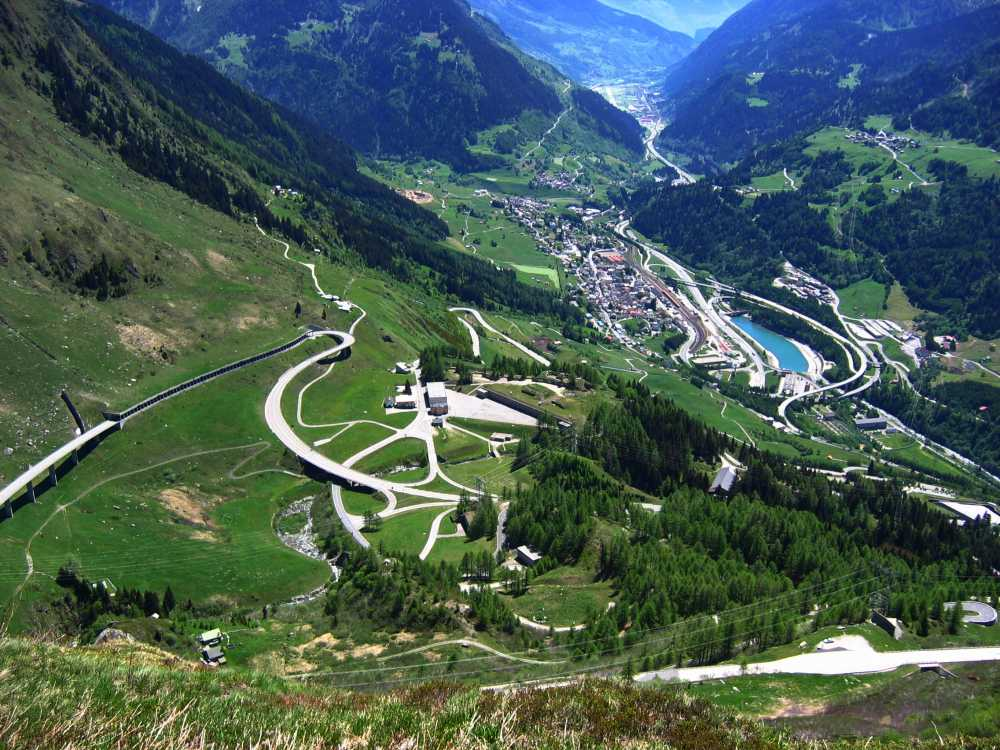
Gotthardpass (Südseite)

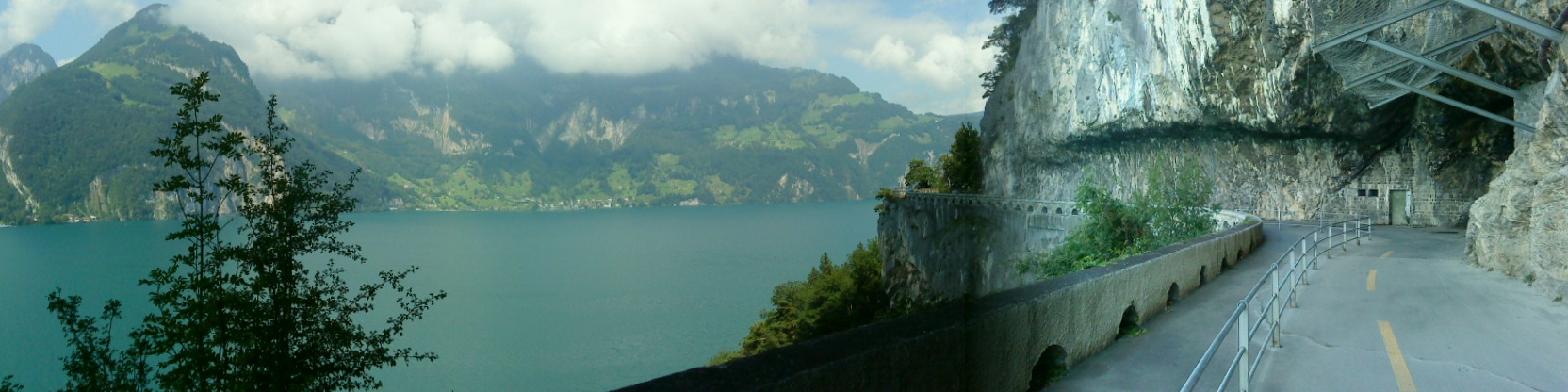
Routenverlauf entlang des Vierwaldstättersees

Die Nord-Süd-Route ist die nationale Fahrradroute 3 in der Schweiz. Sie beginnt in Basel, verläuft über Aarau, Luzern, Andermatt, den Gotthardpass, Bellinzona und Lugano nach Chiasso. Sie hat eine Länge von 365 km. In Nord-Süd-Richtung sind 3180 Höhenmeter zu bewältigen, von Süden nach Norden 3200 m.
Die Route ist wie die anderen nationalen Fahrradrouten in der Schweiz mit roten Hinweisschildern gekennzeichnet.

## Veloverlad
Durch einen sogenannten Veloverlad können Höhenmeter eingespart werden. Bei Benutzung der vorgeschlagenen Veloverlade sind es von Nord nach Süd nur 680 Höhenmeter, in Gegenrichtung 800 m.
Seit Sommer 2019 existiert in der Schöllenenschlucht zwischen Göschenen und Andermatt ein separater Wander- und Veloweg. Dieser ist für Velofahrer nur bergwärts zu befahren; die Abfahrt muss auf der Gotthardpassstrasse erfolgen. Der baustellenbedingte zwangsweise Veloverlad für bergwärts Velofahrende wurde aufgehoben.